# カーツウェル・ミュージック・システムズ
カーツウェル・ミュージック・システムズ（Kurzweil Music Systems）は、1982年にレイモンド・カーツウェルにより創業されたアメリカの電子楽器メーカーである。1990年からは韓国の楽器メーカーYoung Chang（2018年にHDC英昌 (HDC Young Chang) に社名変更）の傘下となっている。

## 概要
創業者のレイモンド・カーツウェル (レイ・カーツワイル) は、パターン認識工学の研究者として視覚障害者向けのリーディング・マシーンを開発していた。そのユーザーの中にスティービー・ワンダーがおり、 彼によってリーディング・マシーンの技術を電子楽器に応用するアイデアを得る。カーツウェル自身も若き日にコンピュータでの作曲を行うなど音楽の素養があったこともあり、1982年にカーツウェル、スティービー・ワンダーによってカーツウェル・ミュージック・システムズが旗揚げされることとなった。同社はPCMサンプルをDSPで加工する音源を新規開発し、1983年発売の250では小容量のサンプルながらもリアルな音色を実現した。このDSPは製品世代を経る毎に自由度を増して行き、1990年のK2000でV.A.S.T（Variable Architecture Synthesis Technology）としてフレームワーク化された。V.A.S.Tが実現されると、同時代の製品と比較して高い自由度の音色編集が行えるようになった。DSP技術の粋を結集して作られていたため、KURZWEILブランドの製品は高価ではあったが、様々なミュージシャンに利用された。
同社は一度破産を経験するが、1990年に韓国Young Changの傘下となって事業を継続。カーツウェル社の技術を家庭用電子ピアノに導入したいYoung Changのもと、一時的にシンセサイザーの開発は停滞したが、1992年よりK2000シリーズの開発を再開し、それ以降はK2500、K2600、PC2、PC3、Forte、等のシンセサイザー、コントローラー、ステージピアノを発表している。
2006年に現代産業開発がYoung Changを買収した事に伴い、現代産業開発グループ入り。2007年1月、創業者のレイ・カーツワイルを最高戦略責任者として任命した。

## 日本国内
日本国内でも250が紹介され、K1000シリーズでは鈴木楽器製作所が販売代理店（鍵盤モデルについては製造も担当）となって流通ルートが確立した。
その後、K2600シリーズ/PC2シリーズまでの株式会社ハーモニックスによる取り扱いを経て、2016年10月現在は株式会社カーツウェルジャパンが代理店となっている。販売店舗数は多くはなく、2016年現在、展示販売を行う店舗は全国で数店を数えるのみである。

## 主な製品
- 250
1983年に発売された初の製品で、木製の88鍵盤を持ったPCMシンセサイザー。同時発音数は12音だった。当時PCM音源はまだ珍しいものだったが、250はすでにシーケンサの搭載やサウンドブロック追加による音色の拡張やユーザーによるサンプリングといったオプション機能を備えており、現代のワークステーションシンセサイザーの雛形と言えるモデルとなっている。ただしフィルターは搭載されていない。電源ユニットは本体ではなくペダルユニットに搭載されている。鍵盤レスの250 Expander、ラックマウントモデルの250RMXも存在する。
- MIDI BOARD
1987年発売のMIDIコントローラで、250の鍵盤/コントロール部分を取り出したもの。木製88鍵盤をもち、ポリフォニック・アフタータッチへの対応、アルペジエータ搭載などの機能がある。コントローラとしてはモジュレーションホイールが上下別々にコントロールチェンジをアサインできることと、二つのアサイナブル・スライダーが特徴となっている。
- 150FS
128までの倍音を加算合成するラックマウント型シンセサイザー。apple][向けにエディターソフトウェアも提供された。
- K1000シリーズ
250の後継機で、DSPパワーの進歩により発音数が24音に倍化し、1音色を3つのレイヤーで構成することができるようになった。エフェクターやフィルターは搭載していないが、レイヤーを使用した「コンパイルド・エフェクト」機能をもつ。これは、例えばレイヤー間のデチューン/LFOによるビブラートでコーラス効果を得るなど、いくつかのエフェクトを疑似的に再現するものである。K1000は76鍵盤、K1200は88鍵盤となっている。ラックマウントモデルとして1000PX（K1000のラック版）、SX（ストリングス）、GX（ギター）、HX（ホーン）等が存在。サウンドブロックを増設する代わりにこれらを使用するようになっている。ラックモデルはアメリカで、鍵盤モデルは日本の鈴木楽器製作所が製造を担当した。
- K2000シリーズ
1990年に発表。K1000の後継機であるが音源システムやアーキテクチャを大幅に刷新し、現在[いつ?]に至るまでのKurzweilシンセサイザーの基礎となったモデル。音源方式はV.A.S.T（Variable Architecture Synthesis Technology）というもので、PCM音源を基本とするが、オシレータ/フィルター/アンプ、といった信号の流れ（アーキテクチャ）を可変できるセミモジュラー的な構造をもつ。発音数は24音だがこれはPCMのチャンネル数であり、V.A.S.Tの機能としてDSPによるオシレータも持っている。これを含めると96音の同時発音が可能。シーケンサー、エフェクターを内蔵し、サンプリングオプションを追加することでサンプラーにもなる。オプション無しの状態でも、SIMMによりサンプルRAMを追加することで、プレイバック・サンプラーとして機能する。音色の拡張用にはオーケストラROM、コンテンポラリROMという追加ROMが発売された。また、OSはICを差し替えることでバージョンアップする。非常に多機能なモデルで、多数の派生機種を生んだ。代表的なものとして次のようなモデルがある。
  - K2000R（ラックマウントモデル）
  - K2000 VP（後述のK2500シリーズのプリセットを持つ）
  - K2VX（VPにオプションを複数搭載した仕様）
- K2500
K2000の後継機種で1996年に発売された。K2000と基本的に同じだが、DSPパワーの増強により発音数は48音となった（DSPオシレータを含めると192となる）。また、本体に長短2つのリボン・コントローラを標準搭載している。プリセット音色を刷新し、後のバージョンアップによってKB3モード（トーンホイールオルガンのエミュレーションモード）等が追加された。76鍵盤のK2500と、88鍵盤のK2500X、ラックマウントモデルのK2500Rが存在する。本体に搭載される音色波形は基本的にK2000と同じだが、ドラムサウンドは新しいものに差し替えられている。オプションのオーケストラROM、コンテンポラリーROMも共通だが、これらを搭載するためのドーターボード上に4MBの追加ピアノROMをもつ。
- K2600
1999年に発売。K2500の後継機。
- PC88
MIDI BOARDの後継機。スライダーが4本になるなどコントローラとしても強化され、音源を内蔵するステージピアノとしても機能する。また、GM音源のドーターボードを搭載したPC88MXという派生モデルがある。このPC88のデザインは、後継機PC2シリーズに継承された。
- MICRO PIANO(MP-1)
PC88の音源部分をハーフラックサイズに収めたピアノ音源モジュール。32プリセットに内蔵エフェクターをもつ。ピアノの音はK2500用に用意された追加ROMと同じものであるが、こちらはモノラルサンプルとなっている。同時発音数は32音で、2台をリンクさせて64音ポリとして使用する機能がある。
- SP76/88/88X
MICRO PIANOの音源を軽量な筺体に乗せたステージピアノで、SP76,88の違いは鍵盤数のみ。SP88Xの鍵盤はフルウェイテッド仕様となる。本体にはピッチベンド、モジュレーションホイールの代わりにタッチストリップが搭載されているのが珍しいが、これは内蔵音源には機能せず、コントロール情報の送信のみに利用する。
- PC2/PC2X
PC88の後継機で76鍵盤のPC2、88鍵盤のPC2Xとラックマウント版のPC2Rが存在する。新しく収録されたPCM音源を内蔵しており、発音数は64音。オプションにより128音に強化できる。また、オーケストラROM、ビンテージキーROMなども発売された。KB3モードも搭載している。KB3モードを削除してオーケストラROM、GM対応を標準搭載したPC1シリーズという派生モデルも発売された。これは、88鍵盤のPC1X、76鍵盤のPC1SE、61鍵盤のPC161で構成されている。また、このPC2/PC1シリーズで採用された「Triple Strike Grand」は以降のKurzweilシンセサイザーに搭載されるピアノ音色の基本となっている。
- ME-1/KME61
PC2シリーズの音色を同時発音数32音、ハーフラックの筺体に収めた音源モジュールとしてME-1が発売された。プリセットはPC2シリーズと同じだがKB3モードは持たない。また、内蔵エフェクターは簡略化された。音色エディットは不可能だが、MIDIコントロールチェンジでPC1/PC2シリーズと同じコントロールが可能。ただしマニュアルにはその記載がない。KME61はME1の鍵盤バージョンで、複数の音色をスプリット/レイヤーしたセットアップモードが追加されている。
- PC3/PC3X/PC361
2007年に発表されたフラッグシップモデルで、K2600とPC2双方の後継機。同時発音数は128音、V.A.S.Tの進化形であるDynamic V.A.S.Tを搭載したユーザーがアルゴリズムを自由に組み立てることが可能になり、セミモジュラーからフルモジュラーに進化したと言える。また、未発売に終わったバーチャルアナログシンセサイザー、Kurzweil VA-1を搭載。実際には、Dynamic V.A.S.Tの中に組み込まれており高品質なフィルターやオシレータを利用する事ができる。多くの面でK2600シリーズを凌駕する機能をもった充実したシンセサイザーとなったが、サンプラー/プレイバックサンプラーとしての機能は削除された。
- PC3LEシリーズ
PC3シリーズの廉価版で、発音数が64音になり、エフェクト用DSPパワーも少なくなっている。しかしコントローラとしてスライダーの代わりにノブを、新たにドラムパッドを搭載するなどして差別化を図っている。
- SP2/SP2X/SP3X
SP76/88シリーズの後継機。Triple Strile GrandなどPC2シリーズの資産を継承しておりコントローラ機能も強化された。
- SP4シリーズ
SP3Xの後に発売された後継機だが、筺体のデザインなどSP76シリーズの後継機という意味合いも持つ。事実、南米ではSP76IIという名称でも発売された。同時発音数は64音で、PC3シリーズから抜粋された音色をもつ。内部的にはDSP等のリソースを絞ったPC3と言うべき使用で、エディターソフトウェアを経由してV.A.S.Tによるエディットが可能になっている。
- SP5-8
SP4シリーズの上位版で、88鍵盤モデルのみ。音色数などが増強されている。
- PC3Kシリーズ
PC3シリーズの後継機で、K2000～K2600シリーズとの互換性向上（完全互換ではない）のほか、128MBのフラッシュROMを搭載し、ユーザーによるサンプリングは不可能だが、サンプル波形の追加が可能となった。
- PC3Aシリーズ
PC3シリーズの後継機で、拡張サウンドROM KORE64を標準搭載するほか、PC3KのフラッシュROMの代わりにArtisシリーズの新ピアノサウンドを追加したもの。フラッシュROMの削除に伴い、ユーザーによるサンプルの追加はできなくなっている。このためかPC3Kのモデルチェンジではなく、2016年現在は併売されている。
- Artisシリーズ
新たに大容量のピアノサンプルを収録したステージピアノで、鍵盤数などの違いにより3モデルをラインナップ。
- Forteシリーズ
2016年10月現在のフラッグシップ機となるステージピアノで、FLASH PLAY技術により合計16GBのサンプルを体感ロード時間ほとんど無しで取り扱うことができるようになった。ユーザーによるサンプルのインポートにも対応し、3.3GBの大容量フラッシュROMを搭載している。また、Kurzweilの製品として初めてカラー液晶画面を搭載した。内部的にはPC3シリーズ等のようにV.A.S.Tで構成されておりエディットも可能となっている。鍵盤数などの違いにより3モデルをラインナップしている。
- その他
上にはプロフェッショナル向けとして発売されたシンセサイザー/ステージピアノ類を記載したが、他にもラックマウントタイプのエフェクター、スタジオモニタースピーカー等や、ホームユースに向けた電子ピアノを発売している。